# Michele Pagano
Pour les articles homonymes, voir Pagano.
Michele Pagano  (Naples, 1697-1732) est un peintre italien de la fin de l'époque baroque du XVIIIe siècle, qui fut actif dans la ville de Naples. 

## Biographie
Michele Pagano a été un peintre de paysages et de vedute, mort jeune.

## Œuvres
- Paysage avec des paysans franchissant un pont (1729),
- Paysage avec quelques pêcheurs près d'une cascade,
- Paysage avec rencontre galante près d'une fabrique,